# Juan José Pérez Hernández
Juan José Pérez Hernández, nato come Joan Perés (Palma di Maiorca, 1725 circa – Oceano Pacifico, 3 novembre 1775), è stato un esploratore spagnolo del XVIII secolo.
Fu il primo europeo ad avvistare, esaminare, dare un nome e registrare le isole situate nei pressi dell'odierna Columbia Britannica, in Canada. Nato a Maiorca, in Spagna, fu pilota sulle navi che percorrevano la tratta tra le Filippine ed il continente americano. Nel 1768 fu assegnato a San Blas guadagnandosi il grado di alférez.

## Contesto storico
Le rivendicazioni spagnole di Alaska e Pacifico nord-occidentale risalgono alla bolla papale del 1493 (Inter Caetera) ed ai diritti contenuti nel Trattato di Tordesillas del 1494. Questi due atti formali concedevano alla Spagna i diritti esclusivi di colonizzazione di tutto l'emisfero occidentale (Brasile escluso), compresa la costa occidentale dell'America settentrionale. La prima spedizione europea a raggiungere la costa fu quella guidata dallo spagnolo Vasco Núñez de Balboa, che giunse alle coste panamensi del Pacifico nel 1513. Balboa rivendicò l'oceano Pacifico per conto della Corona spagnola, così come tutte le terre che lo toccavano, comprese le coste americane. Questa azione di Balboa rafforzò ulteriormente la richiesta spagnola di avere il controllo esclusivo della costa.
Sicuro del possesso acquisito, l'impero spagnolo non esplorò né colonizzò la costa nord-occidentale dell'America settentrionale per i 250 anni che seguirono la spedizione di Balboa. A partire dalla fine del 1700, venendo a sapere dell'arrivo di russi e britannici sulle coste del Pacifico, la Spagna si decise ad interessarsi della situazione locale, e tentò di conoscere l'estensione degli insediamenti russi ed inglesi.

## Primo viaggio
Al principio del 1774, il viceré della Nuova Spagna Antonio María de Bucareli y Ursúa, ordinò a Pérez di esplorare la costa del Pacifico tentando di raggiungere i 60° di latitudine nord (all'incirca all'altezza dell'attuale Cordova (Alaska)) per scoprire eventuali insediamenti russi e rivendicare il controllo spagnolo della zona. Voci di commerci di pelli effettuati dai russi obbligarono gli spagnoli ad inviare la fregata Santiago verso nord, con Pérez al comando di una ciurma composta soprattutto da messicani. A Pérez furono date esplicite istruzioni di trattare tutti i nativi con rispetto, e di stabilire relazioni amichevoli con tutti i popoli indiani incontrati.
Nel luglio del 1774 raggiunse la latitudine di 54º 40′ nord, al largo di Langara Island, una delle isole Regina Carlotta. Qui ebbe un contatto con la tribù degli Haida, ma non sbarcò. A causa della mancanza di provviste e della cattiva salute della ciurma, Pérez tornò a sud nonostante l'obbiettivo non fosse stato raggiunto. Giunse presso la Baia di Nootka il 7 agosto 1774 (a circa 49º 06′ di latitudine nord, sull'attuale isola di Vancouver), avendo intensi contatti coi nativi, compreso il commercio di beni. Anche qui evitò di sbarcare, a causa del maltempo.
Pérez era accompagnato da fra' Juan Crespi e fra' Tomás de la Peña Suria (o Savaria). Suria fece numerosi disegni che oggi rappresentano un inestimabile registrazione della vita Tlingit del periodo precoloniale.
Pérez diede anche il nome di Cerro Nevado de Santa Rosalía ("Picco innevato di Santa Rosalia") al monte Olympus nello stato di Washington.
Pérez proseguì fino a Monterey, dove giunse il 28 agosto 1774. Dopo una breve sosta, continuò a sud fino a raggiungere San Blas il 5 novembre 1774, completando quindi la spedizione.

## Secondo viaggio
Nel 1775 fu organizzata una seconda spedizione guidata da Bruno de Heceta e Juan Francisco de la Bodega y Quadra. Pérez partecipò come pilota della nave di Heceta, la Santiago.
Pérez morì durante il viaggio di ritorno, il 3 novembre 1775, tra Monterey (California) e San Blas. Il corpo fu gettato in mare.

## Retaggio
Juan Perez Sound, al largo delle coste orientali dell'isola di Moresby nelle Isole Regina Carlotta prende da lui il nome.